# Platynectes darlingtoni
Platynectes darlingtoni är en skalbaggsart som beskrevs av Borislav Guéorguiev 1972. Platynectes darlingtoni ingår i släktet Platynectes och familjen dykare. Inga underarter finns listade i Catalogue of Life.